# Low-background steel

Le terme « low-background steel » (littéralement « acier à faible [rayonnement de] fond ») désigne les aciers produits avant la détonation des premières armes nucléaires dans les années 1940 et 1950. À la suite de l'essai Trinity et du bombardement de Hiroshima et de Nagasaki en 1945, puis des essais nucléaires qui ont suivi, les niveaux de rayonnement ambiant ont augmenté à travers le monde. De ce fait, l'acier produit depuis est contaminé par des radioisotopes car de l'air atmosphérique contaminé est employé dans sa production, contrairement à l'acier produit avant ces évènements. Cet acier non-contaminé sert aux appareils de détection des radionucléides les plus sensibles.
Ce type d'acier provient principalement des épaves des navires coulés avant l'essai Trinity, la plus célèbre étant la flotte de navires allemands sabordés à Scapa Flow après la fin de la Première Guerre mondiale.

## Contamination radioisotopique

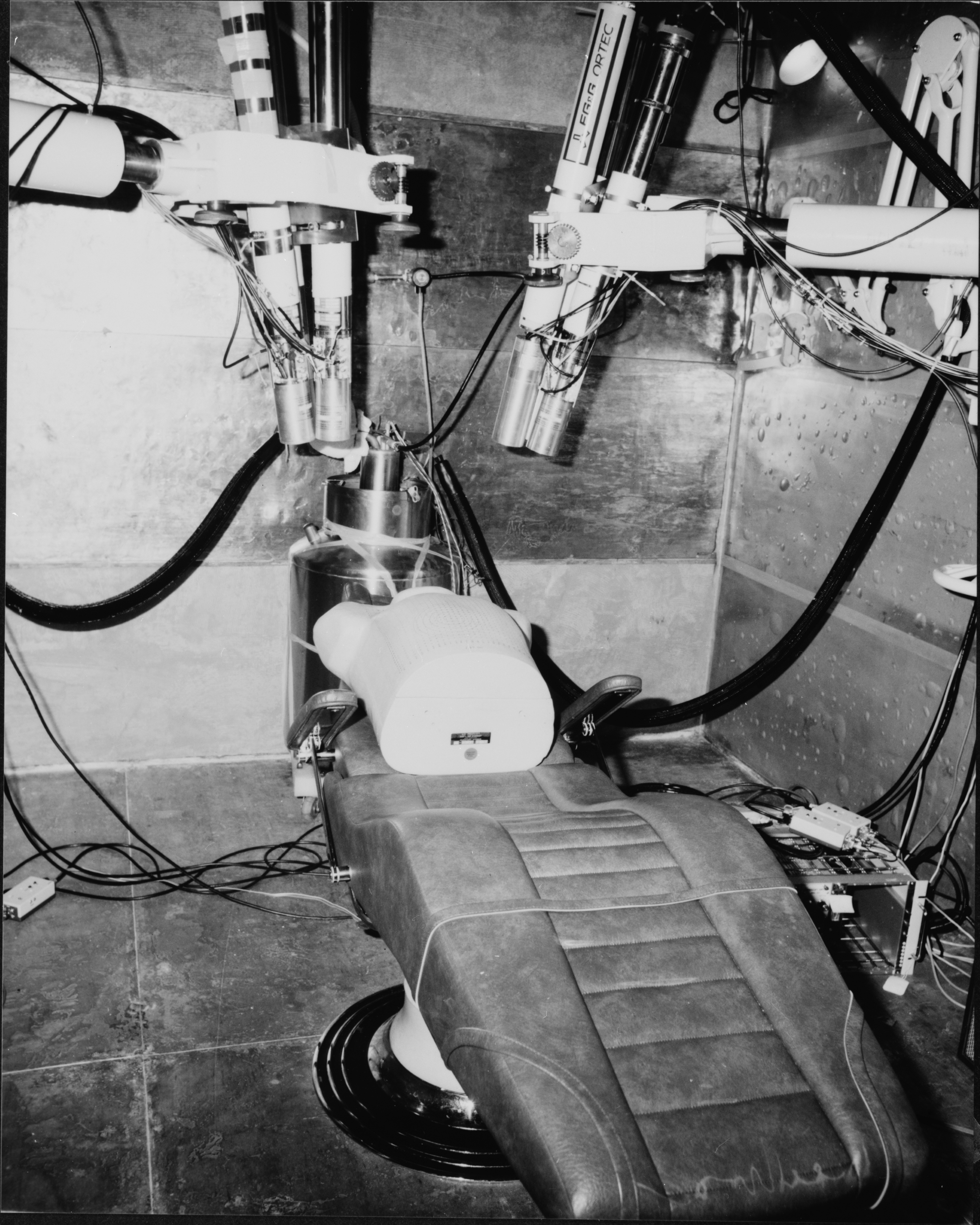
Un anthropogammamètre au Laboratoire national de Rocky Flats à Denver (Colorado), fait entièrement d'acier produit avant la Seconde Guerre mondiale.

De 1856 au milieu du XXe siècle, l'acier était produit industriellement par le procédé Bessemer, où l'air est inséré dans un convertisseur pour transformer la fonte brute en acier. Vers le milieu du XXe siècle, beaucoup d'aciéries étaient passées au procédé LD, qui utilise de l'oxygène pur au lieu de l'air. Cependant, comme les deux procédés utilisent des gaz atmosphériques, ils sont susceptibles d'être contaminés par des particules en suspension dans l'air. L'air actuel transporte des radioisotopes, comme le cobalt 60, qui se déposent dans l'acier, lui donnant une faible signature radioactive.
Les niveaux de rayonnement de fond mondial d'origine anthropique ont atteint un pic de 0,11 mSv/an au-dessus des niveaux naturels en 1963, l'année où le traité d'interdiction partielle des essais nucléaires a été promulgué. Depuis lors, le rayonnement de fond anthropique a diminué de manière exponentielle pour atteindre 0,005 mSv/an au-dessus des niveaux naturels, et continue de décroître désormais lentement car la principale source est à présent le carbone 14, un isotope à vie longue. Cette baisse de niveau radioactif dans l'air depuis la signature du traité, associée à la demi-vie du cobalt 60 de 5,3 ans, permet à nouveau d'utiliser l'acier nouvellement produit pour des applications de précision, signant progressivement la fin de l'utilisation des low-background steel issus de la période pré-nucléaire.

## Applications
Parmi les dispositifs qui nécessitent de l'acier à faible fond, on peut citer :
- les compteurs Geiger[5] ;
- des appareils médicaux[5], en particulier les anthropogammamètres complets ou pour poumons (en) ;
- des équipements scientifiques, notamment en photonique ;
- des capteurs pour satellites[5].

Comme ces appareils détectent les rayonnements émis par les matières radioactives, ils nécessitent un environnement à rayonnement extrêmement faible pour une sensibilité optimale. Les anthropogammamètres à faible fond sont fabriqués avec ces aciers et pourvus d'un blindage extrêmement lourd contre les radiations. Ils sont utilisés pour détecter les plus infimes émissions nucléaires.